# Emmanuel Clément-Demange
Pour les articles homonymes, voir Clément et Demange.
Emmanuel Clément-Demange, né le 4 février 1970 à Saint-Dié, est un footballeur français jouant au poste d'attaquant et professionnel de 1997 à 2001.

## Carrière
Emmanuel Clément-Demange commence sa carrière dans l'équipe réserve de l'US Valenciennes Anzin avant de jouer durant quatre saisons à Fécamp.
Clément-Demange rejoint en 1993 l'Entente sportive de Wasquehal. Avec le club nordiste, il obtient plusieurs promotions pour rejoindre la deuxième division en 1997. Pour cela, il gagne avec son club le championnat de France de National 2 en 1995. L'ES Wasquehal bat la réserve de l'AS Cannes en finale sur le score de trois à un. En 1996-1997, le club remporte le groupe A du championnat National 1. Les Nordistes s'inclinent ensuite en finale du championnat face au Nîmes Olympique aux tirs au but après un match nul 2-2. 
Il reste avec le club wasquehalien jusqu'en 2000 avant de rejoindre Valenciennes, le club de ses débuts qui évolue alors en National. Le VAFC est relégué à la fin de la saison, Clément-Demange part alors pour Abbeville où il met un terme à sa carrière de joueur en 2002. En mars 2002, il obtient le BEES 1er degré.
Après avoir entraîné l'équipe réserve du Stade béthunois, Clément-Demange devient entraîneur de l'Union Sportive Auchelloise Nouvelle en juillet 2010.

## Palmarès
- Championnat de France de National 1
  - Vice-champion : 1997

- Championnat de France de National 2 (1)
  - Champion : 1995

## Statistiques
Le tableau ci-dessous résume les statistiques en match officiel d'Emmanuel Clément-Demange durant sa carrière de joueur professionnel.
| Saison                | Club                  | Championnat           | Championnat | Championnat | Coupe(s) nationale(s) | Coupe(s) nationale(s) | Total | Total |
| Saison                | Club                  | Division              | M.          | B.          | M.                    | B.                    | M.    | B.    |
| 1995-1996             | ES Wasquehal          | National 1            | 1           | 0           | -                     | -                     | 1     | 0     |
| 1996-1997             | ES Wasquehal          | National 1            | -           | -           | 2                     | 1                     | 2     | 1     |
| 1997-1998             | ES Wasquehal          | Division 2            | 26          | 6           | 3                     | 0                     | 29    | 6     |
| 1998-1999             | ES Wasquehal          | Division 2            | 24          | 7           | 1                     | 0                     | 25    | 7     |
| 1999-2000             | ES Wasquehal          | Division 2            | 22          | 12          | 1                     | 2                     | 23    | 14    |
| 2000-2001             | Valenciennes FC       | National              | 9           | 1           | -                     | -                     | 9     | 1     |
| 2001-2002             | SC Abbeville          | CFA                   | -           | -           | -                     | -                     | 0     | 0     |
| Total sur la carrière | Total sur la carrière | Total sur la carrière | 82          | 26          | 7                     | 3                     | 89    | 29    |